# Pitfall!
Pitfall! (европейская версия для Atari 2600 — Dschungel Boy, на некоторых игровых системах — Pitfall) — видеоигра жанра платформер, разработанная и изданная в 1982 году компанией Activision для Atari 2600. Создателем игры является программист Дэвид Крейн. Игра стала очень популярной и была перенесена на многие игровые системы и компьютеры начала 1980-х годов: в 1982 году на Intellivision, в 1983 году на Atari 5200, Commodore 64 и ColecoVision, в 1984 году на MSX и Atari 8-бит. В 2003 году Pitfall! был издан компанией Jamdat Mobile для Мобильных телефонов. На Atari 2600 было продано 4 млн экземпляров игры, что делает Pitfall! второй игрой по уровню продаж на этой системе после Pac-Man. Часто называется самым первым платформером в истории видеоигр.

## Сюжет и геймплей

Pitfall! на Atari 2600

Игра представляет собой платформер с боковым скроллингом, но не плавным, как в более современных платформерах, а со сменой экрана, то есть, когда герой доходит до конца экрана, появляется новый экран, всего же таких экранов в игре 255. Все экраны оформлены в одинаковом джунглевом стиле. Управлять придётся искателем приключений по имени Гарри Питфол (англ. Pitfall Harry). Цель игры — за отведённые 20 минут собрать все 36 разложенные по экранам сокровища (золотые слитки, мешки с деньгами и кольца с драгоценными камнями), чему мешают многочисленные препятствия и враги.
Разнообразием враги и препятствия не отличаются, это могут быть: катящиеся справа налево или лежащие на месте брёвна, бездонные, или заполненные водой ямы, которые либо константно расположены по центру экрана, либо время от времени исчезают (над большинством ям раскачиваются лианы, необходимые для преодоления пропастей, в водных ямах могут находиться крокодилы, для преодоления таких ям надо дождаться, пока крокодилы захлопнут пасти и пропрыгать по ним через воду), костры, стоящие на одном месте змеи и ползающие за игроком скорпионы. Некоторые враги/препятствия убивают героя при малейшем соприкосновении (скорпионы, змеи, крокодилы, пропасти), другие (брёвна) только отбирают очки, зачисляемые за собираемые сокровища.
Каждый экран разделён горизонтально на два уровня: верхний — поверхность земли и нижний — подземные ходы. В нижнем уровне значительно безопасней, зато в нём могут встречаться непреодолимые препятствия, из-за которых приходится возвращаться обратно, теряя драгоценное время. Кроме того, путешествуя по нижнему уровню, можно проскакивать экраны, что с одной стороны ускоряет продвижение, с другой же — увеличивает шанс пропустить необходимый для прохождения клад. Для перехода с уровня на уровень на некоторых экранах расположены провалы и лестницы.

## История
Разработчиком и создателем игры является Дэвид Крейн, работавший в компании Activision в начале 1980-х и уже участвоваваший в разработке игр, в том числе шутер Outlaw в 1978 году, аркаду Canyon Bomber в 1979 году и аркаду Kaboom!, также ставшую хитом на Atari 2600, в 1981 году. По утверждению самого Крейна, идея создать игру появилась у него ещё в 1979 году, причём её концепт был готов всего за 10 минут, но только в 1982 году появилась игровая система (Atari 2600), достаточно мощная для его задумки (весьма спорное утверждение с учётом того, что игровая система Atari 2600 была выпущена в продажу 1977 году).

## Признание и критика

Обложка европейской версии игры

О невероятном успехе игры говорит уже одно то, что игра была продана 4 млн раз, на Atari 2600 по этому показателю её опережает только знаменитый Pac-Man. Почти во всех рецензиях игра получила высокие оценки, хотя были и исключения, так Pitfall! на Atari 5200 получил почти везде очень отрицательную критику. Кроме того, Pitfall! неоднократно входил в различные списки лучших игр, например: 33 место в списке 100 лучших игр всех времён по версии американского журнала FLUX (выпуск номер 4), 21 место в списке 25 лучших платформеров всех времён по версии британского журнала Retro Gamer (выпуск номер 37), 41 место в списке 100 лучших игр всех времён по версии американского журнала Game Informer (выпуск номер 100 за август 2001 года).

### Рецензии
| Иноязычные издания | Иноязычные издания |
| Издание            | Оценка             |
| ------------------ | ------------------ |
| AllGame            | [ 10 ]             |
| Arcade Express     | 8 / 10             |
| TV Gamer           | 15/16              |

- Специализирующийся на консольных играх информационный веб-сайт Video Game Critic поставил игре следующие оценки:

Для IntellivisionПочти максимальную оценку A по шкале от F- до A+. Данная версия игры была названа в мелочах даже реалистичнее оригинала.
Для Atari 2600Высокая оценка A- по той же шкале. Высоко оценены были графика, музыка и звуковые эффекты игры. Единственным минусом по мнению сайта является некоторая однообразность игры.
Для ColecoVisionБыла оценена также, как и оригинальная версия. В целом, говорится в рецензии, игра осталась прежней. Из положительных изменений: более качественная прорисовка деревьев на заднем плане и улучшенные звуковые эффекты, из отрицательных: худшее оформление сокровищ и несколько неудачный вид главного героя, который по мнению рецензента потолстел фунтов на двадцать.
Для Atari 5200эта версия игры получила весьма низкую оценку, всего C-. Крайне неудачным было названо управление игры, из-за которого вместо получения удовольствия приходится бороться с джойстиком. Кроме того, отмечает Video Game Critic, железо более продвинутой консоли могло бы показать большее, чем точную версию оригинальной игры.
- Англоязычный сайт Atari Times оценил оригинальную игру в 95 % (95 % за геймплей, 90 % за графику, звук и музыку и 85 % за управление), а Atari 5200 вариант всего в 32 %(40 % за геймплей, 30 % за графику и управление и 20 % за музыку и звук). Оригинальная игра была названа одной из самых поразительных в истории Atari 2600, а более поздняя версия на Atari 5200 — удивительно слабой, особенно, в отношении управления и музыкально-звуковых эффектов[6][15].
- На веб-сайте MobyGames, посвященном каталогизации компьютерных игр, различные версии игры получили оценки (по пятибалльной шкале): 4,1 на Atari 2600, 3,8 на Atari 8-бит, 3,7 на Atari 5200, 4,1 на ColecoVision, 3,9 на Commodore 64, 4,2 на Intellivision и 3,4 на компьютерах MSX[1][неавторитетный источник].
- На популярном интернет-портале GameFAQs оригинал Pitfall! получил оценку 8,6 по мнению рецензентов и 7,3 по мнению читателей[16][неавторитетный источник].
- Достаточно высоко была оценена мобильная версия игры, выпущенная в 2003 году компанией Jamdat Mobile. Англоязычный новостной и информационный веб-сайт, освещающий тематику компьютерных игр — IGN, поставил ей 8,0 по десятибалльной шкале, назвав игру точным воссозданием оригинальной версии с сохранившимся замечательным геймплеем[17]. Другой англоязычный сайт GameSpot оценил мобильный Pitfall! в 7,1/10. По мнению сайта игра оставит довольным любого фаната оригинальной игры[18].

## Сиквелы игры
Видоизменённые варианты Pitfall! выходили и продолжают выходить на различных игровых системах. Первой такой игрой стала Pitfall II: Lost Caverns, созданная Дэвидом Крейном в 1984 году, последней на 2010 год является переиздание игры Pitfall: The Mayan Adventure, выпущенное компанией Activision для Virtual Console Wii 13 апреля 2009 года. Кроме того, продолжениями игры являются: Super Pitfall (1987 год, NES и TRS-80 Color Computer), Pitfall: The Mayan Adventure (1994 год, Game Boy Advance, Sega Genesis, Atari Jaguar, Sega 32X, Sega CD, SNES и Windows), Pitfall 3D: Beyond the Jungle (1998 год, PlayStation) и Pitfall: The Lost Expedition (2004 год, GameCube, PlayStation 2, Windows, Xbox и Game Boy Advance).
Кроме того, оригинальная версия игры выходила в сборниках Activision’s Atari 2600 Action Pack (1995 год, Windows), Activision Game Vault: Volume 1 и Activision Game Vault: Volume 3 (1997 год, Windows), A Collection of Activision Classic Games for the Atari 2600 (1998 год, PlayStation), Activision Anthology (2002 год, PlayStation 2), Activision Anthology: Remix Edition (2003 год, Macintosh и Windows), Activision Anthology (2003 год, Game Boy Advance), Activision Hits Remixed (2006 год, PSP) и Activision Anthology (2008 год, Java ME).

## Прочие факты
- Оригинальный Pitfall! присутствует в виде секретного бонуса в играх Pitfall The Mayan Adventure (Super Nintendo, Sega Genesis, Atari Jaguar, Sega CD и Sega 32x), Pitfall 3D (Playstation)[15], Marvel: Ultimate Alliance (2006 год, Game Boy Advance, Microsoft Windows, PlayStation 2, PlayStation 3, PSP, Wii, Xbox, Xbox 360) и Jungle Book (1994 год, SNES).
- Компания Activision пообещала каждому игроку, приславшему снимок экрана, подтверждающий, что игрок смог пройти Pitfall! (оригинальную версию на Atari 2600) с минимум 20 000 пунктами, выслать специальную нашивку «Explorer’s Club»[9].